# Franco Oppini
Franco Oppini (Quistello, 15 febbraio 1950) è un cabarettista, attore, cantante e comico italiano, già componente del gruppo cabarettistico I Gatti di Vicolo Miracoli.

## Biografia
Inizia la propria carriera di comico nel 1971, a Verona, dopo essersi diplomato al Liceo ginnasio statale Scipione Maffei, che frequenta assieme a Umberto Smaila, di cui è compagno di classe. Assieme a questi, Jerry Calà, Gianandrea Gazzola, Ninì Salerno e Spray Mallaby, forma I Gatti di Vicolo Miracoli, da cui però fuoriesce immediatamente per rientrarvi poi nel 1974, dopo la fuoriuscita di Gazzola e della Mallaby. Rimane in pianta stabile nel gruppo fino al suo scioglimento, nel 1985, nella formazione a quattro più celebre.
Oppini debutta cinematograficamente nel 1976, con un piccolo ruolo nel film diretto da Bruno Corbucci in Squadra antifurto, a fianco di Tomas Milian e Lilli Carati, dove viene tuttavia doppiato da Massimo Giuliani. La carriera cinematografica vera e propria si sviluppa però sotto l'ala di Carlo Vanzina, che lo dirige in Arrivano i gatti (1980) e Una vacanza bestiale (1981) e che successivamente tornerà a dirigerlo in Selvaggi (1995).
In seguito allo scioglimento de I Gatti di Vicolo Miracoli, la sua carriera si divide tra cinema, televisione e teatro. Al cinema diviene spalla comica di Massimo Boldi e Teo Teocoli, partecipando con loro a numerose pellicole. In televisione prende parte al varietà Quo vadiz?, diretto da Maurizio Nichetti, alla stagione 1985-1986 del quiz televisivo Help (assieme a Umberto Smaila e Ninì Salerno), al programma Un fantastico tragico venerdì e, dal 19 maggio al 14 giugno 1997, a Striscia la notizia che conduce a fianco di Gerry Scotti. Dal 1993 al 1996 prende parte alla miniserie televisiva Nonno Felice e allo spin-off Norma e Felice al fianco di Gino Bramieri per la regia di Giancarlo Nicotra e Beppe Recchia.
Recita poi in numerose serie e miniserie televisive, a cominciare da Colletti bianchi del 1988, dove viene diretto da Bruno Cortini al fianco di Vittorio Caprioli. Nel 2009 lavora con Quelli che il calcio, trasmissione condotta da Simona Ventura e interpreta Il Signore di Campireali nella serie televisiva in costume Il falco e la colomba, diretta da Giorgio Serafini.
Esordisce a teatro nel 1990, prendendo parte alla piéce Skandalon di Memè Perlini, dove interpreta un ruolo drammatico. La carriera teatrale si sviluppa in seguito partecipando a lavori quali Re Lear e La vita è un canyon.
Nell’anno 2016/2017 ha intrapreso un rapporto musicale con i Terapia Band per le sue serate di cabaret cantato. Nel 2023 fa un cameo nel film Tic toc. Fa parte dalla giuria dell'Ariano International Film Festival.

## Vita privata
È stato sposato dal 1981 al 1990 con Alba Parietti dalla quale ha avuto un figlio nel 1982, Francesco (commentatore delle partite della Juventus su Diretta stadio... ed è subito goal!). Dal 2003 è marito dell'astrologa Ada Alberti. Si considera ateo.

## Filmografia

### Cinema
- Squadra antifurto, regia di Bruno Corbucci (1976)
- Arrivano i gatti, regia di Carlo Vanzina (1980)
- Una vacanza bestiale, regia di Carlo Vanzina (1981)
- Miracoloni, regia di Francesco Massaro (1981)
- Sturmtruppen 2 (tutti al fronte), regia di Salvatore Samperi (1982)
- Italian Boys, regia di Umberto Smaila (1982)
- Arrivano i miei, regia di Ninì Salerno (1983)
- Abbronzatissimi, regia di Bruno Gaburro (1991)
- Abbronzatissimi 2 - Un anno dopo, regia di Bruno Gaburro (1993)
- Selvaggi, regia di Carlo Vanzina (1995)
- Gli inaffidabili, regia di Jerry Calà (1997)
- Altre storie, cortometraggio, regia di Claudio Cipelletti (1998)
- L'appuntamento, regia di Veronica Bilbao La Vieja (2000)
- Poco più di un anno fa - Diario di un pornodivo, regia di Marco Filiberti (2003)
- Per giusto omicidio, regia di Diego Febbraro (2004)
- Leone e Giampiero, regia di Salvatore Scarico (2006)
- L'anno mille, regia di Diego Febbraro (2008)
- Non escludo il ritorno, regia di Stefano Calvagna (2014)
- Un nuovo giorno, regia di Stefano Calvagna (2016)
- A.N.I.M.A., regia di Pino Ammendola e Rosario Montesanti (2018)
- Odissea nell'ospizio, regia di Jerry Calà (2019)
- Lectura Ovidii, regia di Davide Cavuti (2019)
- Come niente, regia di Davide Como (2021)
- Tic toc, regia di Davide Scovazzo (2023)

### Televisione
- Non stop – serie TV (1977)
- Quo vadiz? – serie TV (1984)
- Un fantastico tragico venerdì – serie TV (1986)
- Colletti bianchi – serie TV (1988)
- L'Odissea – film TV (1991)
- I tre moschettieri – miniserie TV (1991)
- I ragazzi del muretto – serie TV, 4 episodi (1991-1993)
- Un inviato molto speciale – serie TV, 1 episodio (1992)
- Avanspettacolo – serie TV (1992)
- Nonno Felice – serie TV, 12 episodi (1993-1995)
- Norma e Felice – serie TV, 3 episodi (1995-1996)
- Tequila & Bonetti – serie TV, 1 episodio (2000)
- La stagione dei delitti – serie TV, 1 episodio (2004)
- Crimini – serie TV, 1 episodio (2007)
- Il falco e la colomba – serie TV, 6 episodi (2009)
- Provaci ancora prof! – serie TV, 2 episodi (2012)
- Dreams il calore dei sogni - regia di Silvia Monga – film TV (2020)

## Teatro
- Skandalon (1989)
- Il bugiardo (1991)
- Le telefono e le dico (1992)

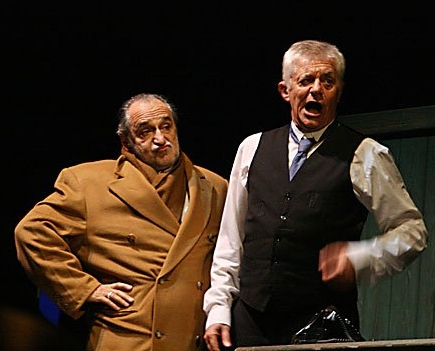
Ninì Salerno e Franco Oppini in I 39 scalini

- La Maria Brasca (1992), di Giovanni Testori
- Cincillà (1993)
- L'uomo che incontrò se stesso (1995)
- Re Lear (1997), di William Shakespeare
- La vita è un canyon di Augusto Bianchi Rizzi
- Io, l'erede, di Eduardo De Filippo
- Toccata e fuga (1998)
- Nei panni di una bionda (2000)
- Amici miei (2002), di Mario Monicelli
- Bersagli di vetro (2003), di Nini Salerno
- Due scapoli e una bionda (2005), di Neil Simon
- Cantico di un Natale qualunque (2009), di Joe Di Falco
- Molto rumore per nulla (2010), di William Shakespeare
- Il Tartuffo, di Molière, regia di Giovanni Anfuso, Borgio Verezzi (2012)
- Mah liberamente tratto da Boh (2013), di Paolo Silvestrini
- La finta ammalata (2022), di Carlo Goldoni
- Taxi a due piazze (2023), di Ray Cooney

## Discografia

### Discografia con I Gatti di Vicolo Miracoli

#### Album
- 1975 – In caduta libera
- 1979 – I Gatti di Vicolo Miracoli

#### Raccolte
- 2008 – Le più belle canzoni
- 2016 – Playlist

#### Singoli
- 1977 – Una città/In caduta libera
- 1977 – Prova/Rocky Maiale
- 1978 – Capito?!
- 1979 – Discogatto/Verona Beat
- 1980 – Ciao
- 1980 – No-No-No-No-No/Verona Beat
- 1983 – L'aerobica è chic/Koppa la vecia
- 1985 – Singer's Solitude/Verona Beat

## Doppiatori
- Massimo Giuliani in Squadra antifurto[2]